# 4743 Kikuchi
A 4743 Kikuchi (ideiglenes jelöléssel 1988 DA) a Naprendszer kisbolygóövében található aszteroida. Fudzsii Tecuja és Vatanabe Kazuró fedezte fel 1988. február 16-án.